# Кумано (Міє)

Кума́но (яп. 熊野市, くまのし, МФА: [kumano ɕi̥]?) — місто в Японії, в префектурі Міє. Розташоване в південній частині префектури, на березі моря Кумано, складовій Тихого океану.   Виникло на основі сільських і рибальських поселень раннього нового часу. Отримало статус міста 1954 року. Площа становить 373,63 км². Станом на 1 серпня 2011 року населення складало 19 107  осіб, густота населення — 51,1 осіб/км².  Основою економіки є рибальство, лісова промисловість, комерція.  В місті розташовані Куманський шлях, місцевість Чортів замок, руїни численних середньовічних фортець. 

## Міста-побратими
- Bastos, Бразилія (1972)
- Сакурай, Японія (1986)
- Сорренто, Італія (2001)